# Glenea pseudoluctuosa
Glenea pseudoluctuosa là một loài bọ cánh cứng trong họ Cerambycidae.